# Molkenberg (Fürstenwalde/Spree)
Molkenberg ist ein Ortsteil der Stadt Fürstenwalde/Spree im brandenburgischen Landkreis Oder-Spree. 

## Geographie
Das Dorf befindet sich circa fünf Kilometer nördlich des Fürstenwalder Stadtzentrums und ist ringerherum mit Feldern und Wald umgeben. Umgebende Ortschaften sind Beerfelde im Norden, Buchholz im Nordosten, Neuendorf im Sande im Südosten, Fürstenwalde/Spree im Süden und dem Fürstenwalder Ortsteil Trebus im Westen. 
Nordwestlich der Ortschaft liegt der langgezogene Trebuser See, welcher trotz seines Namensbezuges auf den Nachbarort Trebus stets zu Fürstenwalde gehörte.

## Ortsbeirat Molkenberg
Der Ortsbeirat Molkenberg der Stadt Fürstenwalde besteht aus 3 Mitgliedern. Die Beiratsvorsitzende Marion Rothe (Parteilos) ist zugleich Ortsvorsteherin. Die Wahl zum Molkenberger Ortsbeirat 2019 ergab folgende Sitzverteilung:
- Wahlvorschlag „Marion Rothe“: 1 Sitz (Ortsvorsteherin)
- Wahlvorschlag „Stephan Bartsch“: 1 Sitz
- Wahlvorschlag „Christin Bödewig“: 1 Sitz